# ウィリアム・シゲイ
ウィリアム・シゲイ (William Sigei、1969年10月11日-)は、ケニアの陸上競技選手である。1993年、1994年の世界クロスカントリー選手権のチャンピオンである。
シゲイは、1994年に10000mで26分52秒23の世界新記録を樹立した。